# Куш, Мариус
Мариус Куш (нем. Marius Kusch; род. 5 мая 1993, Даттельн, Северный Рейн-Вестфалия) — немецкий пловец, чемпион Европы на дистанции 100 метров баттерфляем. Специализируется на дистанциях баттерфляем.

## Биография
В 2017 году на чемпионате Европы на короткой воде стал третьим на дистанции 100 метров баттерфляем и завоевал бронзовую медаль.
Был приглашён в немецкую сборную для участия на Чемпионате Европы 2018 года. Участвовал на отдельных дистанциях баттерфляем. Плыл в составе эстафеты 4 по 100 комплексным плаванием, выиграл бронзовую медаль.
В 25-метровом бассейне, на чемпионате Европы в декабре 2019 года, стал победителем на дистанции 100 метров баттерфляем, показав время 49,06 — это национальный рекорд Германии.